# Колумбия (окръг, Флорида)
Вижте пояснителната страница за други значения на Колумбия.
Окръг Колумбия (на английски: Columbia County) е окръг в щата Флорида, Съединени американски щати. Площта му е 2075 km², а населението - 56 513 души (2000). Административен център е град Лейк Сити.